# En êtes-vous bien sûr ?
Pour plus de détails, voir Fiche technique et Distribution.
En êtes-vous bien sûr ? est un franco-belge réalisé par Jacques Houssin et sorti en 1947.

## Fiche technique
- Réalisation : Jacques Houssin
- Scénario : Jean Féline et Jacques Houssin
- Dialogues : Michel Duran, André Hornez
- Musique : Paul Misraki
- Photographie : Willy Faktorovitch, Jean-Marie Maillols
- Montage : Eddy Souris, Marcel Verwest
- Langue originale : français
- Pays :  France -  Belgique
- Production :  Ostende Films
- Format : Noir et blanc — 35 mm — 1,37:1 — Son mono
- Genre : Comédie
- Durée : 90 minutes
- Date de sortie : 
  - France - 18 juin 1947

## Distribution
- Robert Dhéry : Robert
- Grégoire Aslan : Coco
- Martine Carol : Caroline
- Oleg Briansky
- Colette Brosset : une employée de la banque
- Gaston Dupray
- Tramel
- Charles Mahieu
- Marcel Josz
- Armand Crabbé
- Victor Guyau
- Georges Jamin
- Charles Nossent
- Max Péral
- Sylviane Rambaux
- Raymonde Sarène
- Nicole Tiriard
- Edgar Willy